# Chiropodomys gliroides
Chiropodomys gliroides — вид деревних гризунів родини Muridae. Він зустрічається в північно-східній Індії, південному Китаї (включаючи Хайнань), М'янмі, Таїланді, Лаосі, Камбоджі, В'єтнамі, на півострові Малайзія та Індонезії (Ява, Суматра, острови Ментавай та деякі інші острови). Цей локально, але нерівномірно поширений вид трапляється в первинних і вторинних лісах, не пов'язаних із певними типами лісу. Він може постраждати від вирубки лісів і іноді збирається для споживання.

## Морфологічні особливості
Довжина голови й тулуба становить від 8,1 до 10,1 сантиметра, а довжина хвоста — від 10,5 до 13,4 сантиметра, маса — від 20 до 33 грамів, довжина задніх лап — 18—22 міліметри, а вуха — 16 міліметрів до 20 міліметрів. Шерсть на спині м'яка і пухка, її колір червонувато-коричневий. Черевний бік кремово-білий і різко відмежований від кольору спини. Морда коротка, очі дуже великі, оточені темним очним кільцем. Вібриси довгі і сягають за вуха, коли покладені назад. Хвіст сіро-коричневий і закінчується пучком волосся довжиною близько 3,5 міліметра. Верх передніх лап білий, задні лапи білі з коричневою плямою.

## Спосіб життя
Вид нічний і травоїдний, хоча склад його раціону ще невідомий. Ch. gliroides зазвичай тримається на гілках, але також може спускатися на землю, коли шукає їжу. Тварини використовують ліани як ходи, коли вони пересуваються по гілках.
Період вагітності — близько 20 днів, а виводок складається в середньому з двох дитинчат.

## Гніздування
Як і всі представники роду Chiropodomys, він будує своє гніздо між стеблами бамбука. Він робить це шляхом залучення пучка листя та гілок між двома стеблами, а потім прогризає частину бамбукових стебел, щоб вони могли потрапити в гніздо. Миші вирізняються товариським характером і можуть ділитися своїми гніздами з іншими мишами.